# TikTok対ガーランド事件
TikTok Inc. v. Garland, 604 U.S. ___ (2025) は、ByteDance および TikTok 社が、合衆国憲法修正第1条の言論の自由条項、合衆国憲法第1条9節の私権剥奪法禁止の条項、および合衆国憲法修正第5条の適正手続き条項と収用条項に基づき、敵対する外国の勢力が管理するアプリケーションから米国人を保護する法律（英語: Protecting Americans from Foreign Adversary Controlled Applications Act）(以下、PAFACAとする）の合憲性について争ったアメリカ合衆国最高裁判所の訴訟である。 本件は、TikTok のコンテンツクリエーターが同法に対して起こした訴訟である Firebaugh v. Garland と併せて審理された。
2024年4月に米国議会は、国家安全保障に重大な脅威をもたらすと米国大統領が判断した国家に属する国外企業または外国人事業者に所有されたソーシャルメディア企業に対し、当該企業が外国の法人から売却を通じて分割することを義務付けるPAFACAを可決した。同法は、中国企業の ByteDance と TikTok を「外国の敵対勢力の支配下にあるアプリケーション」として明記し、ByteDance に対し、2025年1月19日までに TikTok を売却するか、さもなければアプリをアプリストアから削除するよう義務付けた。
PAFACAの可決を受け、ByteDance は同法が合衆国憲法修正第1条および第5条に違反するとして連邦政府を訴えた。2024年12月、合衆国コロンビア特別区巡回区連邦控訴裁判所（英語: United States Court of Appeals for the District of Columbia Circuit）は、同法の合憲性に関する同社の主張を棄却し、 ByteDanceが最高裁判所に控訴を求める間、暫定差し止め命令を拒否した。
アメリカ合衆国最高裁判所は TikTok の上告に対してのサーシオレイライ（英語: Certiorari）（裁量上訴）を短い期間で終え、期限の9日前の2025年1月10日に口頭弁論が行われた。2025年1月17日に発表された全員一致の判決（英語: Per curiam decision）において同裁判所は、国家安全保障上の懸念について中間審査（英語: intermediate scrutiny）の基準を満たしていることを議会が示したため、同法は合憲であると判示した。

## 背景
ジョー・バイデン大統領は2024年4月24日、PAFACA法案に署名し、同法案は15 U.S.C. § 9901として成文化された。この法律は、「敵対する外国勢力によって支配されており、大統領が米国の国家安全保障に重大な脅威であると判断した」対象企業によって作られたアプリを、該当企業が適切に分割(qualified divestment)されない限り、事実上禁止する。この法律に基づき、TikTokの中国の親会社である ByteDance は TikTok の売却を要求され、猶予として270日が与えられた。ByteDance が売却に失敗した場合、TikTok は米国のアプリストアおよびインターネットホスティングサービスから禁止され、新規ダウンロードおよびコンテンツへのアクセスが制限される。売却の期限は2025年1月19日であるが、進展が見られる場合にバイデン大統領は猶予期間を90日延長することができ、禁止措置が実施されるまで TikTok は最大1年の猶予を確保することが可能になる。

## 下級裁判所での記録
2024年5月7日、TikTokとByteDanceはメリック・ガーランド米司法長官を合衆国コロンビア特別区巡回区連邦控訴裁判所（英語: United States Court of Appeals for the District of Columbia Circuit）（以下、控訴裁判所）に提訴し、同プラットフォームの強制的な分割または禁止は同社とそのユーザーの言論の自由を侵害するとして、合衆国憲法修正第1条を主な根拠として同法案に異議を申し立てた。同社は、米国政府が「仮想の」国家安全保障上の懸念に基づいて動いていると非難し、同プラットフォームがもたらす安全保障上の脅威について適切な説明を提供していない上に、TikTokが「議会が他のすべてのプラットフォームに同時に課した評価基準から外されるべき理由」を十分に説明していないと主張した。また訴訟において、中国政府が ByteDance に「米国におけるTikTokの成功の鍵」となっているアルゴリズムを含めることを許可するはずがないとも主張した
訴訟において、TikTokはPAFACAの執行を阻止するための宣言判決（英語: Declaratory judgement）を求めた。控訴裁判所は審理を迅速に処理し、口頭弁論を2024年9月に、判決を2024年12月に設定した。2024年6月、TikTokは、合衆国憲法修正第1条に照らしてこの禁止が違憲と考えられる理由を詳述した準備書面を裁判所に提出した。TikTokは、いかなる資産売却や分離は数年を要すること、およびこの法律はアメリカ国民の言論の自由の権利に抵触することを書面上で主張した。この準備書面には、アメリカの国家安全保障上の懸念に対処するためのTikTokの計画に関する90ページにわたる提案も含まれていた。翌月、合衆国司法省（DOJ）は TikTok の法的異議申し立てを却下するよう裁判所に求めた。DOJは、この法律は（不適切な）言論ではなく、国家安全保障上の懸念に対処することを目的としており、中国が TikTok を利用してアメリカ国民の機密個人情報にアクセスする能力の対処を目的としていると主張した。 DOJは中国の ByteDance 従業員が、中絶、宗教、銃規制に関する見解などの米国ユーザーの機密情報を、Lark（英語: Lark (software)）経由で海外のTikTok従業員から入手していると主張した。2024年8月と9月、DOJは ByteDance のTikTok 所有に関する安全保障上のさらなる懸念を概説する機密文書を裁判所に提出した。
2024年9月16日、口頭弁論が開催された。2024年12月6日、控訴裁判所は TikTok の主張を退け、当該法律は「合衆国憲法修正第1条に違反する」ものでも、「法の下の平等な保護を保証する（憲法）修正第5条に違反する」ものでもないと判断した。「修正第1条は、アメリカ合衆国における言論の自由を保護するために存在する」、「ここで政府は、まさにその自由を外国の敵対国から保護し、その敵対国がアメリカ合衆国の人々に関するデータを収集する能力を制限するためだけに、行動を起こしたのである」と、ダグラス・H・ギンズバーグ（英語: Douglas H. Ginsburg）判事は裁判所の多数意見（majority opinion）に記した。多数意見は、当該法律が高められた審査を必要とする点は指摘したものの、厳格審査または中間審査のいずれを適用すべきかは決定せず、当該法律は厳格審査基準を満たしていると結論付けた一方、スリ・スリニバサン（英語: Sri Srinivasan）首席裁判官による本件の補足意見では、当該法律は修正第1条に違反しておらず、中間審査を満たすのみでよいとした。
しかし、米国政府が法律の正当性を表明する際にTikTok上のコンテンツを参照したゆえ 、同法は厳格審査を満たすものと多数意見は結論付けた。米国政府は、法律の正当化にあたって国家安全保障上の懸念として以下の2つを挙げている。
1. 「中国による数千万人ものアメリカ人に関する大規模なデータ収集の取り組みに対抗するため」
2. 「中国が TikTok プラットフォーム上でコンテンツを秘密裏に操作する能力を制限するため」[35]

多数意見は、これらの正当化は政府利益（英語: Goverment interest）を満たすものと判断し、TikTokがプラットフォーム上のコンテンツを操作する中国の要請に応じる可能性が高いという事実状況と予測に基づく政府評価を尊重する結論をとった。多数意見は、同法がー少なくとも表面的にはー(ソーシャルメディア上の)コンテンツに中立であると評価し、政府の目論見は「コンテンツの抑制」ではなく、あくまで「外国の敵対勢力による秘密裏のコンテンツ操作」の対処であるゆえ、TikTokの新たな所有者は、たとえ以前と同じようなコンテンツが流通しても、PAFACAに違反することで処罰されることはないとの意見を示した。。
多数意見は、同法における TikTok 固有の規定は政府の国家安全保障上の懸念を解消するために厳密に調整されており 、「政府のリスク評価を拒否し、TikTok 社が政府に提案した国家安全保障協定が、法律の禁止または売却要件よりも効果が低いという『政府の最終的な判断』を覆す」のは、裁判所にとって不適切であるとの結論を下した。 合意意見（concurring opinion）もまた、法律はコンテンツ中立的であるとしたが、米国における外国の放送メディアの統制に関する歴史をも考慮すると、法律は中間審査を満たすだけでよいと結論づけた。控訴裁判所は、適正手続き（デュー・プロセス）条項に基づくTikTokの平等保護の主張に関して、同社の主張は「PAFACAにおいてTikTokだけが名指しされていることに帰着する」が、この差別的扱いは「政府によって実証されたTikTok固有の国家安全保障上の危険性」によって正当化されるとした。
控訴裁判所は、Lingle v. Chevron U.S.A. Inc. (2005)おける最高裁判所の判決に続き、PAFACA が合衆国憲法修正第5条の収用条項に基づく規制による収用（英語: regulatory takings）を構成する TikTok の主張を退けた。なぜなら、TikTokは法律に基づき適格な売却を追求することができ、したがってTikTokのすべての経済的使用を剥奪されることはないからである。 同時に控訴裁判所は、同社が主張する売却に関連する困難は、PAFACAではなく、中国の輸出規制によるものであると断定した。Nixon v. General Services Administration (1977)で確立された枠組みを踏まえ、控訴裁判所は、PAFACAが私権剥奪法（bill of attinder）に該当しないとの結論を下した。なぜなら、裁判所は法律が特定性をもって適用されるとしているが、同時に法律の売却要件は「没収」ではなく「売却」であり、雇用禁止というよりは事業内容（line of business）の制限に類似しており、非懲罰的で予防的な国家安全保障の目的を果たしているため、「TikTok のケースは、法律を可決することで議会が処罰する意図を示す（要件）を満たすには程遠い」と結論づけたからである。
12月9日、TikTok と ByteDance は、米国最高裁判所が控訴裁判所の合議体判決の上訴を審理するかどうかを決定するまで、アプリの運用継続を許可するよう、本件についての差し止め命令の申し立てを行った。控訴裁判所は12月13日、この申し立てを棄却した。 同日、米国と中国共産党の戦略的競争に関する米国下院特別委員会（英語: United States House Select Committee on Strategic Competition between the United States and the Chinese Communist Party）は、12月6日の判決に関し、Apple Inc. と Alphabet Inc. の最高経営責任者に書簡を送付し、両社に対し、1月19日の期限までに法律を遵守する準備をするよう指示した。

## 最高裁判所での記録
12月16日、TikTokは控訴裁判所の差し止め命令について最高裁判所に上訴した。 12月18日、最高裁判所は本件についての裁量上訴（サーシオレイライ（英語: Certiorari））令状を発出し、2025年1月10日に口頭弁論を行う予定を設けた。 裁判所は、審査の範囲を憲法修正第1条の言論の自由条項に基づくPAFACAの合憲性という法的問題に限定した。この問題の重大性を示す一つの「兆候」は、裁判所が「並外れた速さ」で動いたことである。裁判所はTikTokの上告申請にわずか2日で対応し、政府の回答を待つという慣例に従わず、直ちに特別聴聞のための口頭弁論を設定した（通常、口頭弁論は、当事者が上訴立場の書面を提出した後でのみ設定される）。 12月27日、次期大統領ドナルド・トランプは、両当事者の主張のいずれかに対しても立場をとることなく、法定の売却期限の執行停止（Stay of execution）を裁判所に求めるアミカス・キュリエ・ブリーフを提出した
口頭弁論は予定通り1月10日に行われた。 元アメリカ合衆国訟務長官のノエル・フランシスコ（英語: Noel Francisco）がTikTokの代理人を務め、ジェフリー・L・フィッシャ（英語: Jeffrey L. Fisher）が Firebaugh v. Garland でクリエイター側の代理人役を務め、エリザベス・プレロガー（Elizabeth Prelogar）が政府側の代理人役を務めた。オブザーバーは、判事の大多数がTikTokの主張に懐疑的な見方を示したゆえ、裁判所は法律を支持する可能性が高いと推測した。

### 裁判所の見解
最高裁判所は2025年1月17日に全員一致の判決（英語: Per curiam decision）を下した。たとえこの事業所有権の規制がTikTokユーザーの言論の自由を制限することによって、憲法修正第1条で保証された権利に影響したとしても、中間審査の下で審査に耐えると判断した。未署名の見解（unsigned opinion）は、D.C.巡回区控訴裁判所に同意し、PAFACAが特定の種類の外国所有企業の売却義務を免除しているにもかかわらず、同法が TikTok のコンテンツに対し中立的であるとの判断を示した。なぜなら、それはTikTok上のあらゆるコンテンツを一律に制限するからである。判決は、「議会は、TikTokのデータ収集の慣行、および外国の敵対勢力との関係について十分に裏付けられた国家安全保障上の懸念に対処するために、売却が必要であると判断した」と述べ、「法律は請願人の憲法修正第1条で保証された権利を侵害しない」とも述べた。判決はさらに、その決定は「狭く焦点が当てられており」、差し迫った期限のタイミングにより TikTok のみに適用されると述べた。
ソニア・ソトマイヨール判事とニール・ゴーサッチ判事が同意意見を書いた。ソトマイヨール判事は、同法に関連する憲法修正第1条問題を迂回せずに取り上げるべきだったと考えている。ゴーサッチ判事は、「数千万人のアメリカ人に関する膨大な個人情報の山」に対する懸念に説得されたと書いている。

## 影響
PAFACAの可決後、TikTokは積極的に売却を求めなかった。最高裁判所の判決直後、TikTok は、バイデン政権からPAFACAの執行を停止しようとする動きが全くないため、1月19日にサービス停止を余儀なくされると述べた。ジョー・バイデン大統領のスポークスマンは、1月20日にドナルド・トランプ大統領の就任式が行われるため、PAFACAの執行に関するいかなる決定も次期政権に委ねられると述べた。トランプは就任後、TikTokに90日間の執行猶予を与える可能性が高いと述べたが、それでもTikTokは1月19日には法律に違反した状態になる。ByteDance は2025年1月18日にTikTokをシャットダウンすることを選択し、アプリストアからも削除した。ユーザーへのメッセージの中で、彼らはシャットダウンは一時的なものであると期待していると述べた。その後、売却期限の延長に関する大統領行政命令（英語: Executive order）の発出と、「（PAFACAに違反したアプリを掲載した）アプリストアの所有者を起訴しない」ことをドナルド・トランプ大統領が確約したことにより、TikTokは2025年1月19日にサービスを再開した。一方、2025年1月24日の時点で、AppleとGoogle両社のアプリストアでは TikTok を含む ByteDance アプリは依然取り下げられたままである。
ドナルド・トランプ大統領は就任後の1月20日に約束通り大統領令に署名し、政権の「今後の適切な方針を決定する機会」を確保するため、PAFACAの執行を少なくとも75日間延期した。

## 関連記事
- TikTokに関連した訴訟（英語: Lawsuits involving TikTok）
- en:Freedom of speech in United States
- en:United States free speech exceptions